# Universidad de San Francisco Javier (México)
La universidad de San Francisco Javier remonta sus orígenes al Colegio de Mérida -establecido por cédula real del rey Felipe III con fecha del 16 de julio de 1611- en Mérida, Capitanía General de Yucatán aunque su apertura demoró hasta 1618.
Su principal promotor fue el Cap. D. Martín del Palomar quien legó 26 mil pesos en oro común y un predio al norte de la Catedral de Yucatán, lo que hoy abarca la Iglesia El Jesús - al ministerio de los jesuitas -, la Pinacoteca del Estado "Juan Gamboa Guzmán", el Congreso del Estado de Yucatán y el Teatro "Peón Contreras". El 22 de noviembre de 1624, llegaron los permisos del Papa y del rey para conferir los grados académicos de Bachiller, Licenciado, Maestría y Doctorado y se erigió como la "Real y Pontificia Universidad de Mérida".
Es considerada la segunda en fundarse tanto en México como en Norteamérica, sólo después de la Real Universidad de México en 1551 y antes de la Universidad de Harvard en 1636.
Fue cerrada en 1767 a causa de la expulsión de la Compañía de Jesús de los dominios españoles por el rey Carlos III.
En sus diferentes transformaciones, es considerada el origen de la Universidad Autónoma de Yucatán 